# Grand Portet
Grand Portet est le nom d'un centre commercial situé dans la banlieue toulousaine, à Portet-sur-Garonne, dans le département de la Haute-Garonne (31).

## L'hypermarché

### À l’ouverture
Créé en 1972, le centre commercial abritait un hypermarché Carrefour qui s'étendait sur près de 2,5 hectares (24 400 m2).
Il s'agissait alors jusqu'en 2008 du plus grand hypermarché Carrefour[réf. nécessaire].
À l'origine, la galerie marchande proposait une offre très limitée, loin de celle qui caractérise le centre actuel[précision nécessaire].

### Travaux et évolutions de l'hypermarché
Carrefour Portet a longtemps été la vitrine du groupe qui a installé et testé les différents concepts qui ont fait évoluer la grande distribution.
À commencer par le concept même de l'hypermarché, réunir dans un même espace les rayons alimentaires et non-alimentaires, des services tels qu'un vaste parking, une station service, des services financiers, tout ceci en ne passant qu'une seule fois par la caisse.
En 1999, Carrefour Portet met en place une zone non alimentaire qui reste d'actualité dans tous les hypermarchés qui ne se sont pas convertis au concept Carrefour Planet.
En 2007, Carrefour Portet est l'hypermarché le moins rentable au mètre carré pour le groupe Carrefour en France. À cette date, il s'avére être trois fois moins rentable que le Carrefour de Grenoble-Meylan avec 26 402 €/m².
Ces dernières années[Quand ?], Carrefour Portet a subi une baisse de fréquentation comme l'ensemble des hypermarchés[précision nécessaire] et a dû se résigner à réduire sa surface. En effet, Portet a longtemps été critiqué pour être trop grand, l'hypermarché s'est donc réduit en 2008 de 6 000 m2 pour s'étendre sur 18 000 m2 (ce qui en fait encore un des plus grands du groupe[réf. nécessaire]).  
En parallèle de la rénovation et l'extension de la galerie marchande, le magasin Carrefour lui-même sera entièrement rénové à partir du premier semestre 2015 : mise en place des nouveaux concepts Carrefour, changement du carrelage, de la ligne de caisse (mise en place de la file d'attente unique), etc.

### Aujourd'hui
Carrefour Portet a ainsi opéré[Quand ?] un profond changement de fonctionnement. Cette mutation se traduit dans un premier temps par l'arrivée de nouveaux services proposés à la clientèle (Portet a continué à être un magasin de test pour différents services qui ensuite seront appliqués à tous les Carrefour de France) : 
- Caisses Libres Services (CLS) :  les caisses rapides (moins de 10 articles) traditionnelles ont été remplacées par cinq caisses automatiques où il est possible de payer par carte et/ou en espèces.

- Scan'lib: Portet a été choisi avec cinq autres Carrefour de France pour tester le nouveau système de self-scanning de Carrefour Scan'lib. Aux différentes entrées du magasins, sont disposés des tableaux contenant des scannettes et un lecteur sur lequel le client scanne sa simple carte de fidélité Carrefour ou sa carte Pass. Parmi toutes les scannettes disponibles une seule se débloque et s'allume, c'est celle qui est attribuée au client jusqu’à son passage à la caisse. Il scanne la totalité de ses articles directement dans les rayons et ainsi une fois qu'il vient payer dans la zone exclusivement réservée aux utilisateurs du Scan'lib, le client n'a plus à décharger son caddie même si une relecture aléatoire et partielle peut lui être imposée par l'ordinateur qui gère le service. Cette zone est composée de six bornes pour payer, quel que soit le moyen de paiement.

Ces deux services (CLS et Scan'lib) ont été mis en place en fin d'année 2009 et sont étendus à l'ensemble des hypermarchés de la marque.
- En octobre 2010, Carrefour Portet, comme tous les hypermarchés Carrefour de France, a mis en place la « ligne bleue » pour tenter de réduire l'attente à la caisse[4].

- Le 12 octobre 2011, Carrefour Portet a ouvert le service Carrefour drive, faisant ainsi de Portet le premier magasin Carrefour de la région toulousaine à proposer ce service dont le principe est de faire ses courses sur internet et de passer directement prendre sa commande sans entrer dans l'hypermarché.

#### Chiffre d'affaires
| ANNÉE | CA    | RANG France |
| ----- | ----- | ----------- |
| 2012  | 139.9 | 66e         |
| 2011  | 167.5 | 60e         |
| 2010  | 183.0 | 43e         |
| 2009  | 199.2 | 36e         |
| 2008  | --    | --          |

## Galerie marchande
La galerie marchande s'est au fil des années modifiée pour s'agrandir de manière continue. La dernière grande campagne de rénovation a eu lieu en 1990, ce qui dans le domaine commercial est très ancien, cela a sans doute contribué au déclin de l'image du centre et de l'hypermarché.
La surface libérée par la réduction de la surface du Carrefour a été transformée en galerie marchande et accueille de nouveaux magasins et plusieurs restaurants. La galerie compte 86 boutiques en mars 2019.
Faisant suite à l'ouverture du patio, le centre commercial sera agrandi et complètement rénové pour créer aux alentours de 2017-2018, 50 nouvelles enseignes (une extension de plus de 8 500 m2 GLA[Quoi ?] qui portera le nombre de boutiques a 170). Un nouveau parking en silo de 500 places et une nouvelle voie d'accès depuis l'échangeur de l'autoroute A64 (pont de Carrefour) sont aussi en projet, cela facilitera l'accès et le stationnement au centre commercial. 
Le dossier a été présenté en commission CDAC[Quoi ?] en juin 2014 et a reçu un avis favorable pour l'ensemble des aménagements (accès routiers, extension et rénovation de la galerie, et rénovation complet du magasin Carrefour lui-même)
À la fin de l'année 2015, le centre commercial a accueilli le plus grand magasin Joué Club de France.

## Animations
Depuis l'ouverture du centre, des personnalités[Lesquelles ?] sont passées par le centre commercial : des chanteurs, ainsi que le dernier meeting de François Mitterrand pour sa campagne victorieuse de 1988. 
En avril 2012, à l'occasion des 40 ans du centre (Carrefour a ouvert en 1972), un défilé de mode est organisé par le centre avec la participation de Cristina Córdula, styliste de l'émission Nouveau look pour une nouvelle vie, sur M6.
En août 2012, était présent pour une démonstration de football Freestyle de Iya Traoré, connu par sa participation à l'émission de M6, La France à un incroyable Talent.
En septembre 2012, Plus belle la vie pose ses bagages[précision nécessaire] à Grand Portet avec à la fin le samedi 15 septembre, une dédicace de Élodie Varlet, alias Estelle Cantorelle, et Alexandre Fabre, alias Charles Frémont.
Le dimanche 23 décembre 2012, alors que le centre commercial et que l'hypermarché sont ouverts, est présent Philippe Candeloro accompagné de sa troupe pour une démonstration sur une patinoire de 200 m2 installée sur le parking.